# Nathalie Arthaud
Nathalie Yvonne Thérèse Arthaud (Peyrins, 23 februari 1970) is een Franse politicus voor Lutte ouvrière (LO), een extreemlinkse partij. Sinds 2008 was zij de woordvoerder voor deze partij. In 2012, 2017 en 2022 deed Arthaud voor Lutte ouvrière mee aan de Franse presidentsverkiezingen.

## Carrière
Arthaud is – naast haar politieke activiteiten – sinds 2011 docent economie aan het lyceum Le Corbusier in Aubervilliers. Tijdens de Franse presidentsverkiezingen van 2007 is Arthaud de woordvoerder voor Arlette Laguiller, de presidentskandidaat van Lutte ouvrière. Tussen 2008 en 2014 is Arthaud wethouder in Vaulx-en-Velin. Sinds 2008 is Arthaud de officiële woordvoerder van Lutte ouvrière.
Op 5 december 2010 wordt Arthaud door LO aangesteld als hun officiële kandidaat voor de presidentsverkiezingen van 2012. Met 0,56% van de stemmen (ze krijgt 202.548 stemmers achter zich) wordt ze negende van alle kandidaten. Ze behaalt in vergelijking ook fors minder stemmen dan haar voorganger (Arlette Laguiller) die in 2007 nog 1,33% en in 2002 zelfs 5,72% van de stemmen behaalde. Arthaud geeft in 2012 geen stemadvies voor de tweede ronde. 
Tijdens een partijcongres op 12 en 13 maart wordt Arthaud aangesteld als de officiële presidentskandidaat van LO voor de presidentsverkiezingen van 2017. Tijdens de campagne geeft ze aan de enige werkelijke communistische kandidaat te zijn.